# Tigridia (animal)
Tigridia es un género de lepidópteros perteneciente a la subfamilia  Nymphalinae en la familia Nymphalidae. Su única especie, Tigridia acesta, se encuentra desde México a Sudamérica.

## Subespecies
- T. a. acesta (Linnaeus, 1758) (México)
- T. a. columbina (Neustetter, 1929) (Colombia)
- T. a. fulvescens (Butler, 1873) (Perú, Ecuador)
- T. a. latifascia (Butler, 1873) (Colombia)
- T. a. ochracea (Bryk, 1953) (Perú)
- T. a. tapajona (Butler, 1873) (Brasil)